# Periclimenes suvadivensis
Periclimenes suvadivensis är en kräftdjursart som beskrevs av Lancelot Alexander Borradaile 1915. Periclimenes suvadivensis ingår i släktet Periclimenes och familjen Palaemonidae. Inga underarter finns listade i Catalogue of Life.